# Збоевская
Збоевская (укр. Збоївська) — село в Радеховской городской общине Шептицкого района Львовской области Украины.
Население по переписи 2001 года составляло 107 человек. Занимает площадь 0,47 км². Почтовый индекс — 80220. Телефонный код — 3255.